# Ford Falcon
Ford Falcon — повнорозмірний автомобіль, що виробляються австралійським відділенням концерну Ford з 1960 року. Усі моделі, починаючи з серії XA 1972 розроблялися і збиралися в  Австралії для умов цієї країни. В результаті тривалість австралійського виробництва цієї моделі одна з найбільших в автомобільній історії. За шість поколінь до 2003 року було продано понад 3 000 000 автомобілів цієї моделі, практично тільки в  Австралії та  Нової Зеландії . До липня 2007 продажі досягли 3 000 автомобілів на місяць . Поряд зі своїм найближчим австралійським конкурентом, Holden Commodore, Фалкон був популярним як поліцейський автомобіль і в таксі в Австралії і Новій Зеландії.
У травні 2013 року було оголошено про припинення провадження до жовтня 2016 року Фалкон і пов'язаного з ним кросовера Territory. Це рішення пов'язане з планом компанії «One Ford» по розробці автомобіля, що стартував в 2008 році, і спрямованого на раціоналізацію глобального виробництва. Відповідно до цього плану, непрямою зміною Фалкон є четверте покоління Mondeo з Європи і шосте покоління Mustang з Північної Америки. Останній Форд Фалкон, синя модель XR6, зійшла з конвеєра 7 жовтня 2016 року.

## Ford Falcon XK/XL/XM/XP (1960–1966)

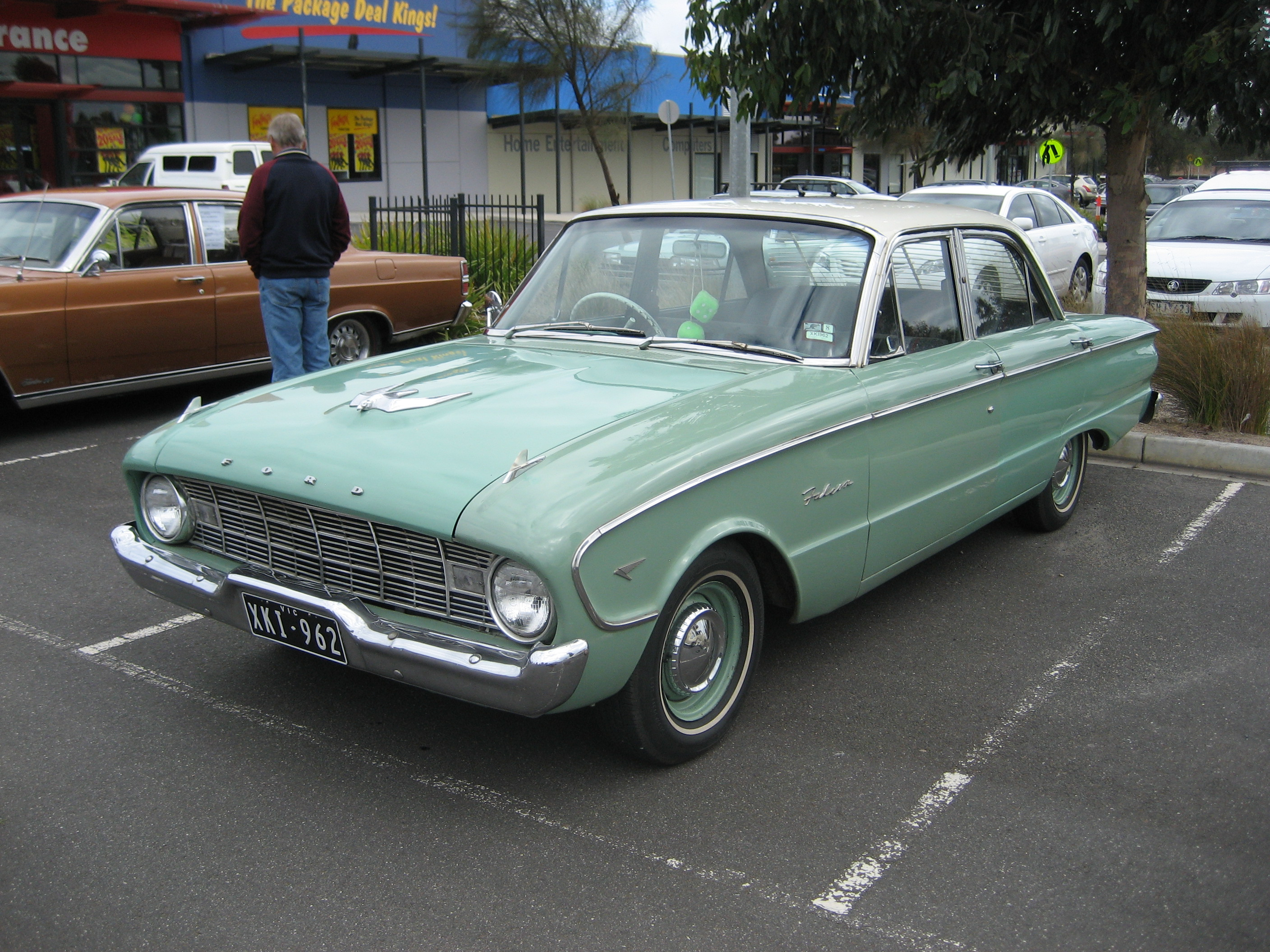
Ford Falcon 1

## Ford Falcon XR/XT/XW/XY (1966–1972)

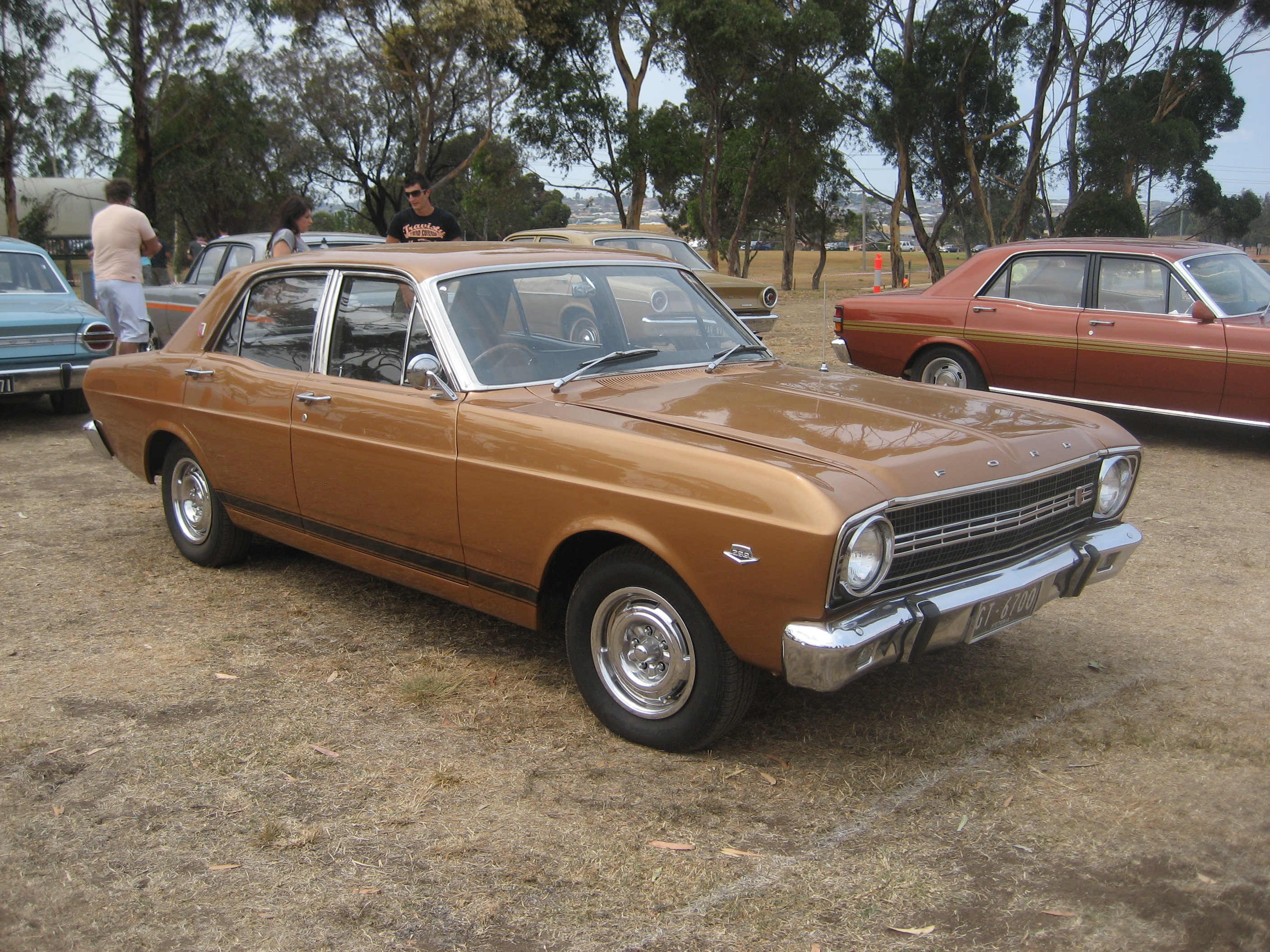
Ford Falcon 2

## Ford Falcon XA/XB/XC (1972–1979)

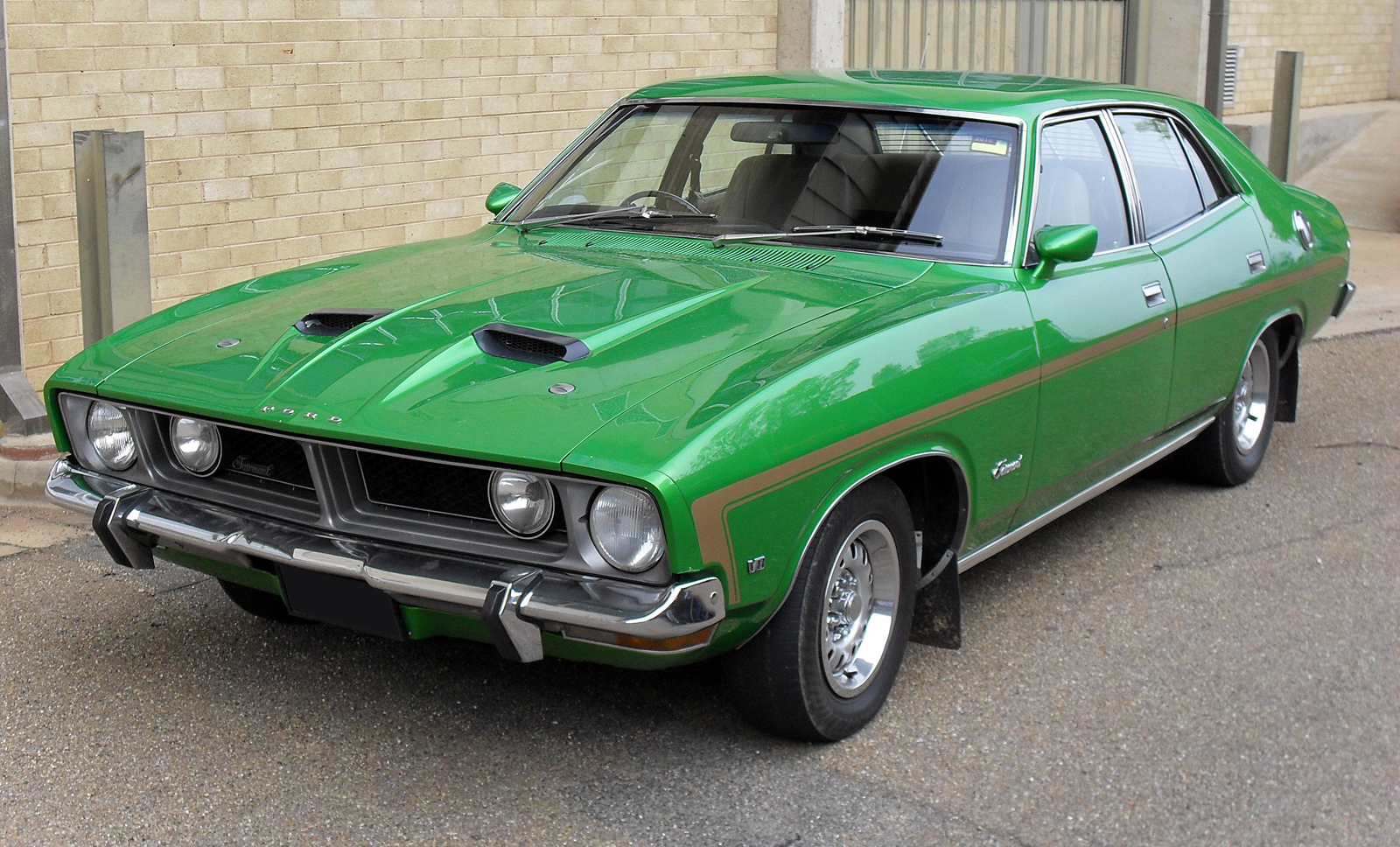
Ford Falcon 3

## Ford Falcon XD/XE/XF/XG/XH (1979–1988)

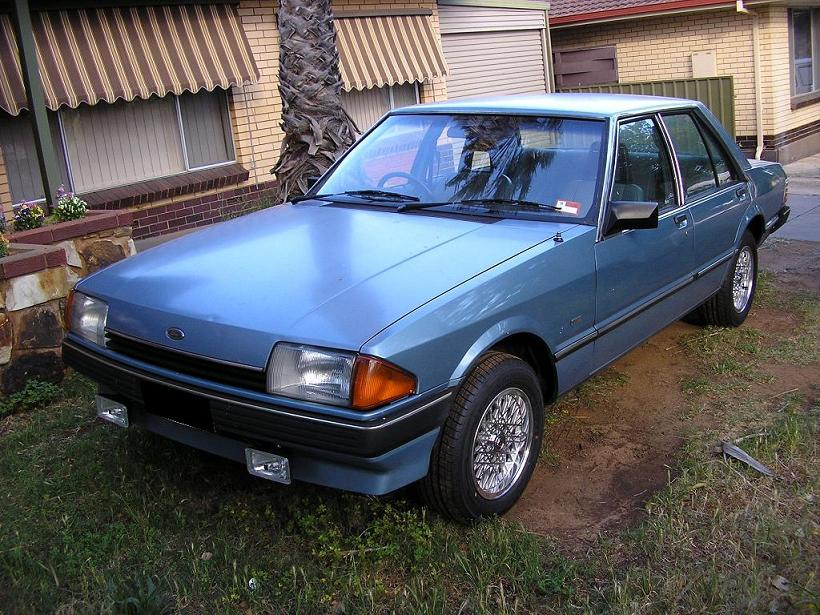
Ford Falcon 4

## Ford Falcon EA/EB/ED/EF/EL (1988–1998)

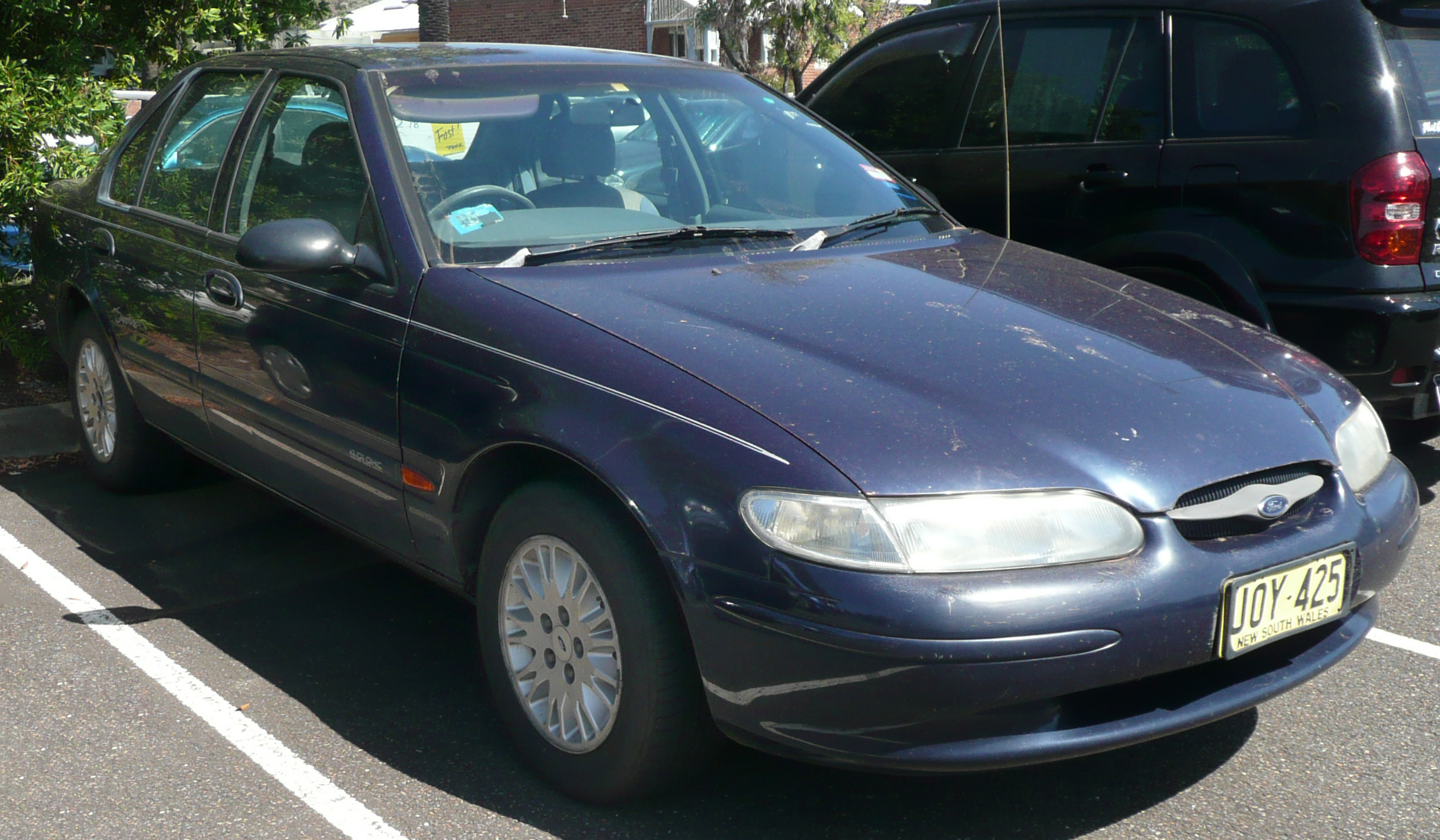
Ford Falcon 5

## Ford Falcon AU/BA/BF (1998–2008)

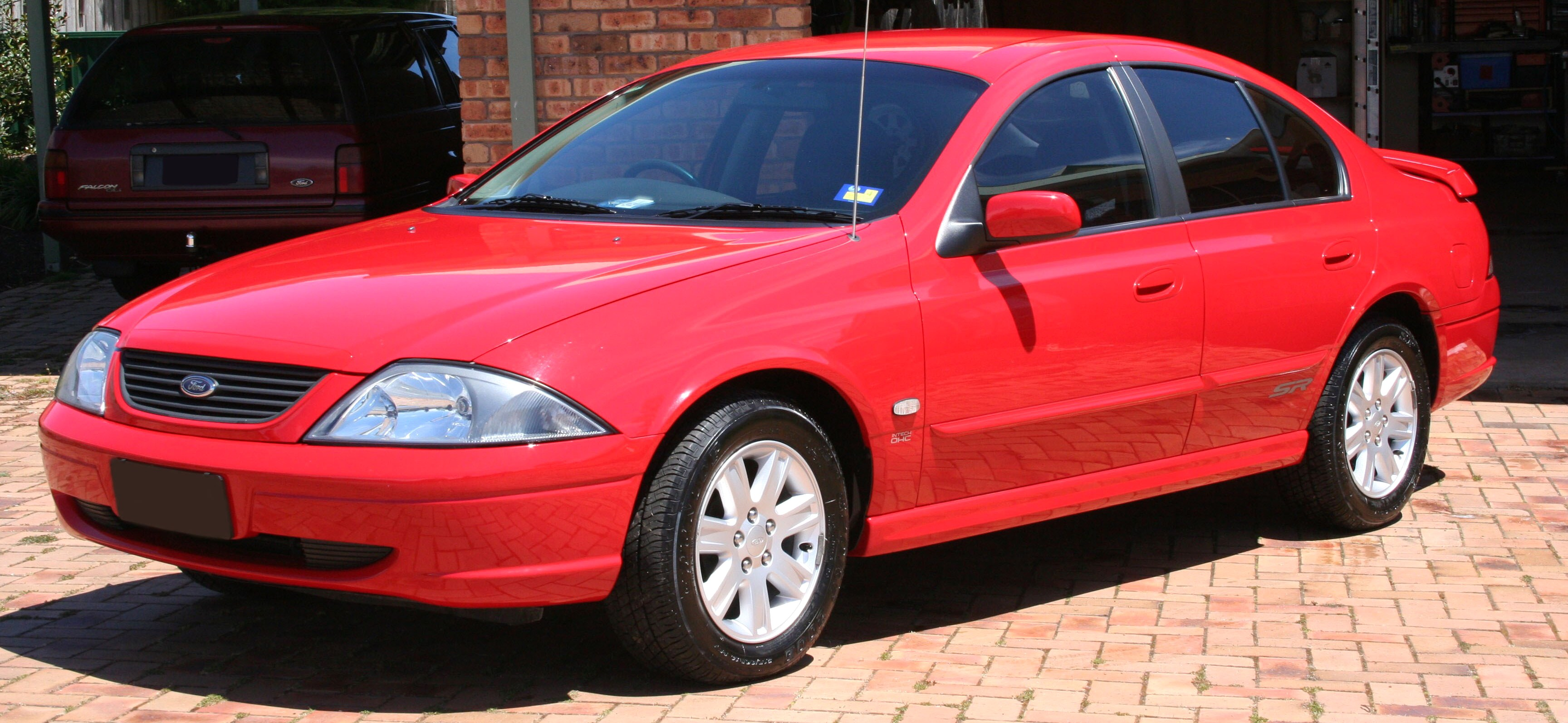
Ford Falcon 6

## Ford Falcon FG (2008–2016)

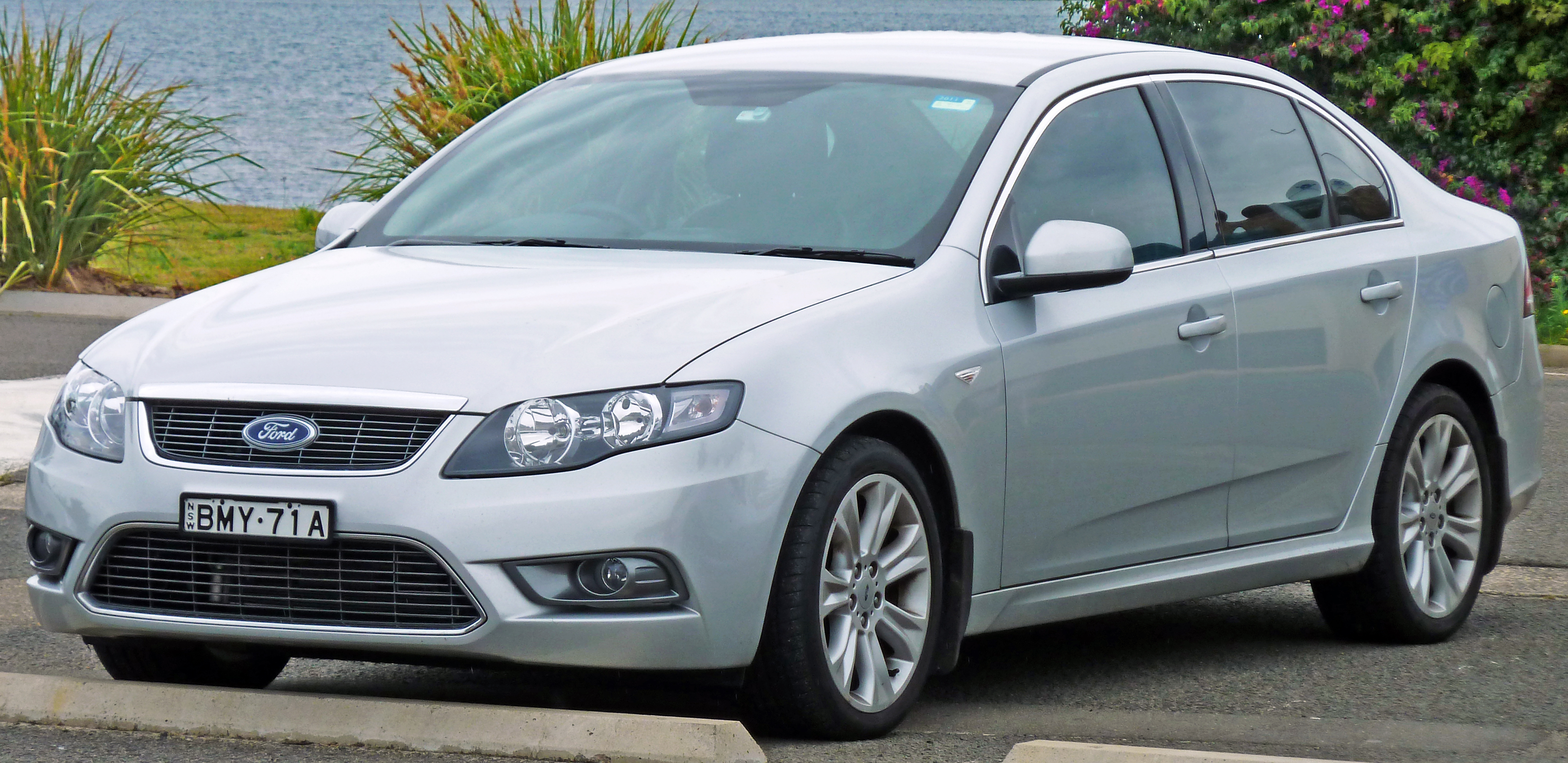
Ford Falcon 7 (2008-2014)

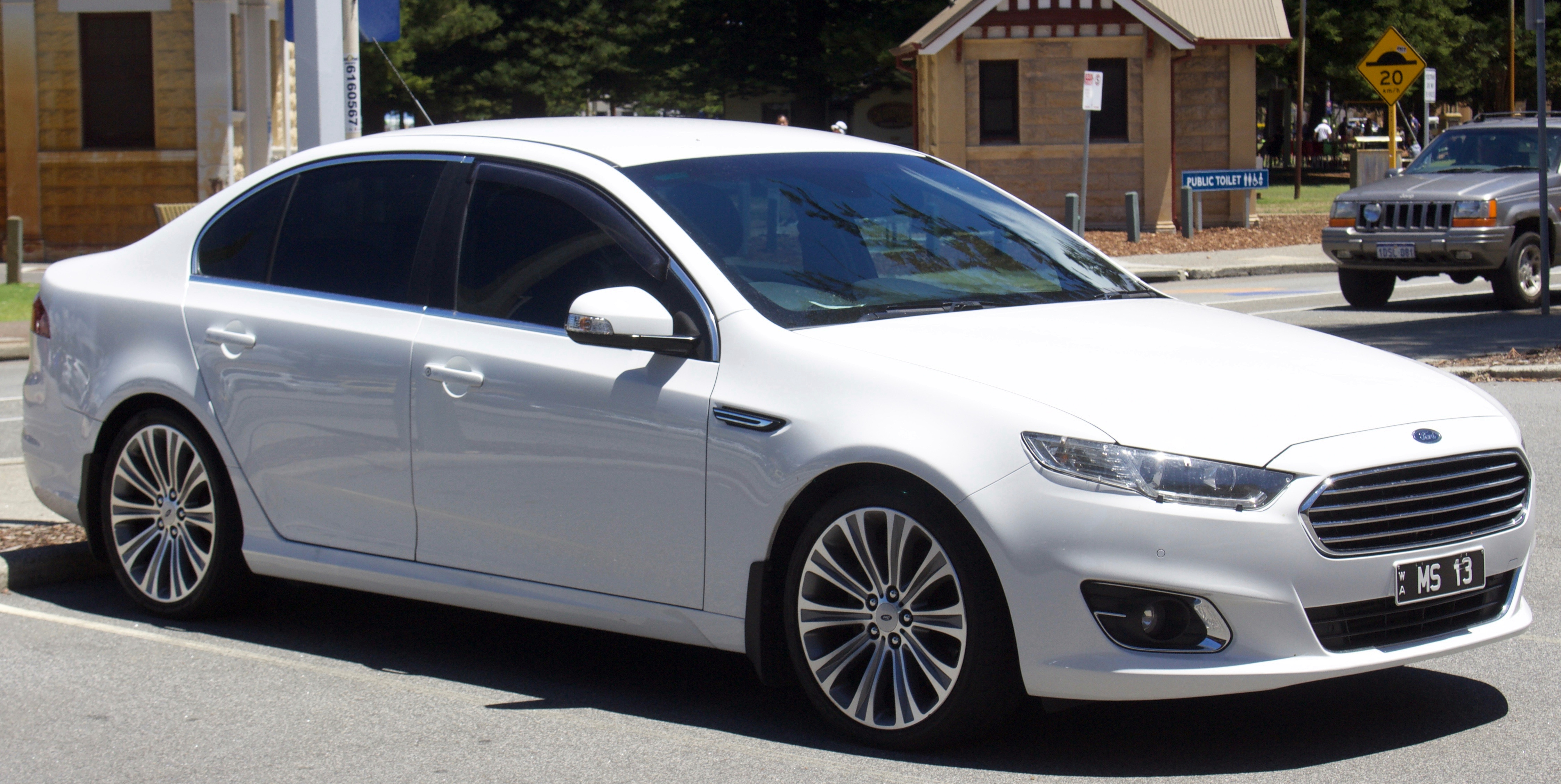
Ford Falcon 7 (2014-2016)

### Двигуни
Ford Falcon (FG) 2008-2014
- 2.0 л Ecoboost I4 (2012–2014)
- 4.0 л Barra I6
- 4.0 л Barra E-Gas I6 (2008–2011)
- 4.0 л Barra EcoLPi I6 (2011–2014)
- 4.0 л Barra Turbo I6
- 5.4 л BOSS V8
- 5.0 л Supercharged BOSS V8

Ford Falcon (FG X) 2014-2016
- 2.0 л Ecoboost I4
- 4.0 л Barra I6
- 4.0 л Barra EcoLPi I6
- 4.0 л Barra Turbo I6
- 5.0 л Supercharged BOSS V8

## Продажі
| Варіант         | 1990   | 1991   | 1992   | 1993   | 1994   | 1995   | 1996   | 1997   | 1998   | 1999   |
| --------------- | ------ | ------ | ------ | ------ | ------ | ------ | ------ | ------ | ------ | ------ |
| седан/універсал | 58,967 | 48,430 | 57,832 | 64,941 | 72,924 | 81,366 | 77,835 | 71,850 | 68,758 | 70,084 |
| пікап           | ?      | 3,545  | 3,365  | 4,831  | 6,746  | 6,922  | 8,094  | 7,311  | 6,769  | 10,493 |
| фургон          | ?      | 1,643  | 1,406  | 1,385  | 1,464  | 1,391  | 1,144  | 1,004  | 864    | 383    |
| Варіант         | 2000   | 2001   | 2002   | 2003   | 2004   | 2005   | 2006   | 2007   | 2008   | 2009   |
| седан/універсал | 60,460 | 53,534 | 54,629 | 73,220 | 65,384 | 53,080 | 42,390 | 33,941 | 31,936 | 31,023 |
| пікап           | 13,698 | 16,955 | 17,883 | 20,212 | 20,123 | 18,384 | 15,858 | 13,758 | 12,600 | 12,180 |
| Варіант         | 2010   | 2011   | 2012   |        |        |        |        |        |        |        |
| седан/універсал | 29,516 | 18,741 | 14,036 |        |        |        |        |        |        |        |
| пікап           | 9,099  | 6,814  | 5,733  |        |        |        |        |        |        |        |